# Ренс
Ренс (нім. Röns) — містечко та громада округу Фельдкірх в землі Форарльберг, Австрія. Ренс лежить на висоті 610 м над рівнем моря і займає площу 1,44 км². Громада налічує 314 мешканців. Густота населення 218/км².  
Округ Фельдкірх лежить на самому заході Австрії, на кордонах із Швейцарією та Ліхтенштейном. Це високорірний альпійський регіон. Населення округу, як і всього Форальбергу, розмовляє алеманським діалектом німецької мови, а тому ближче до швейцарців, ніж до населення більшої частини Австрії, яке розмовляє баварсько-австрійським діалектом. Округ, основною індустрією якого є туризм, має розвинуту мережу сполучення, численні гірськолижні траси й спортивні курорти з готелями та іншою інфраструктурою. 
|                               |
| Ренс на мапі округу та землі. |

Адреса управління громади: Im Gawatsch 66, 6822 Röns. 
У Ренсі є дитячий садок Марії Монтессорі.

## Демографія
Історична динаміка населення міста за даними сайту Statistik Austria